# ダスト・シュート

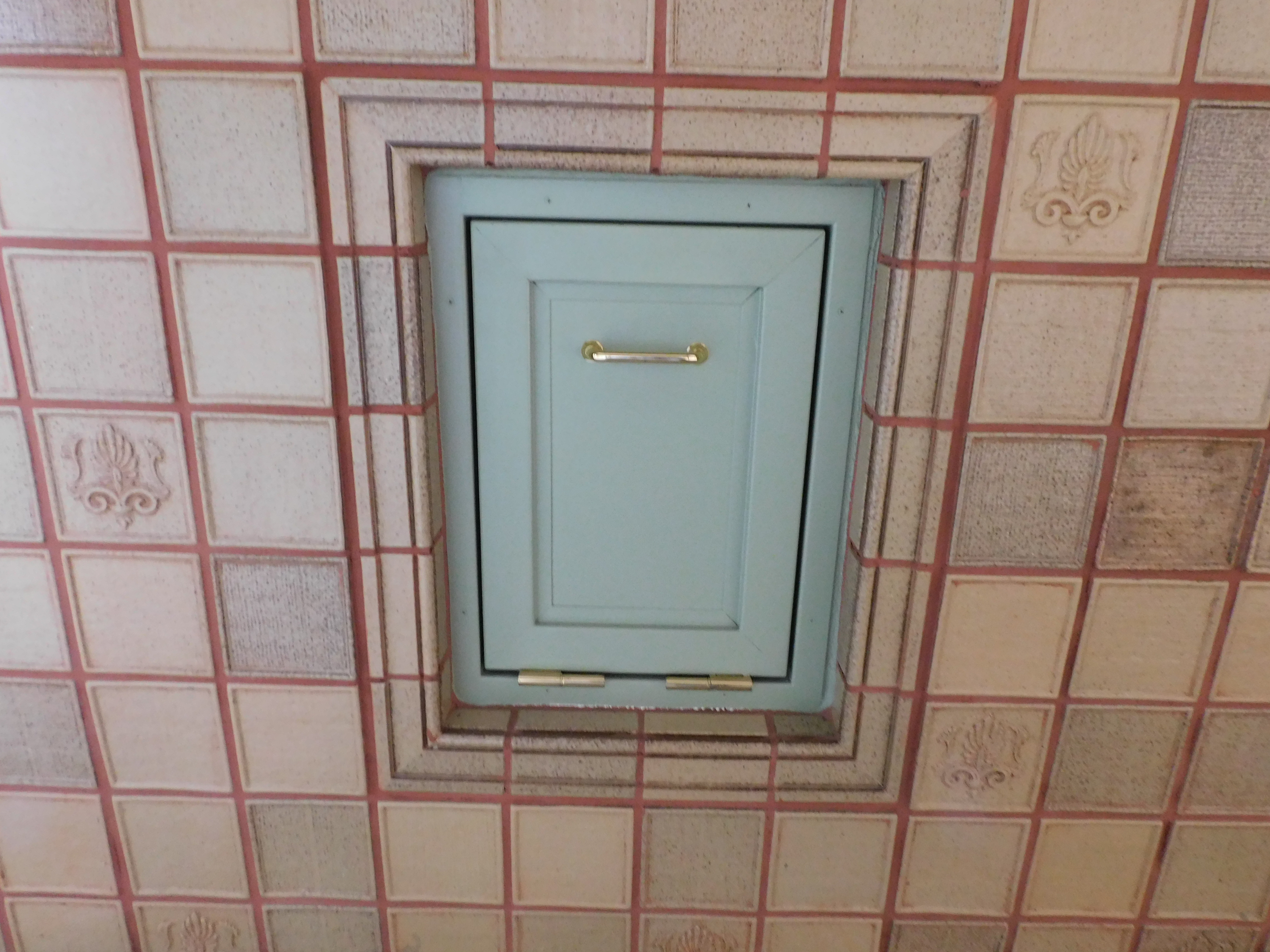
昭和館 (栃木県庁舎)のダスト・シュート

ダスト・シュート（和製英語：dust chute、英語∶garbage chute）とは、高層建築物に設置するごみ棄て装置。各階で投入されたごみはチューブ（縦管あるいは縦につながった空間）を通して下に集積され運び出される。

## 概説
日本では、昭和40年代初めまで大規模なオフィスビル、公団住宅、マンションといった高層の集合住宅や学校に設置されていたが、衛生上の問題、またさらなる高層化やゴミ分別問題の可視化に伴い、廃止されていった。そのうち、学校では木造校舎から鉄筋コンクリート校舎への立て替えが進んだ際に導入された所も多いが、後年には生徒が転落事故を起こした場合の学校への責任追及を避けるため、投入口をふさぐ処置を施した所がほとんどである。
欧米では、まだ使われていることが多い。
「ダスト・シュート」自体は和製英語であり、英語では"Garbage chute"または"Rubbish chute"という。詳細はen:Chute (gravity)#Building chuteを参照。
またダストシュートが原因で起こった火災がある。(京都国際ホテル火災など)